# Amand Honoré Désiré Barré
Amand Honoré Désiré Barré, né le 20 juin 1834 à Champsecret et mort en 1922, est un sculpteur français.

## Biographie
Amand Honoré Désiré Barré est l'élève de Victor-Edmond Leharivel-Durocher.

## Œuvres partielles
- Flers :
  - centre Jean-Chaudeurge : le Réveil.